# 篠崎高志
篠崎 高志（しのざき たかし、1973年6月15日 - ）は、日本の放送作家。

## 来歴・人物
- 主にアイドルマスターシリーズ関連の番組を手掛けていることで知られる[3]。
- 2007年、ラジオdeアイマSHOW!に手伝いとして関り、2017年には作家活動10年目を迎えた[4]。

## 主な担当番組
現在放送中の主な番組
- デレラジ☆（ニコニコ生放送）[5]
- CINDERELLA PARTY!（ニコニコ生放送）
- デレステNIGHT（ニコニコ生放送）[6]
- アイドルマスター SideM ラジオ 315プロNight!（ニコニコ生放送）[7]
- 矢作エンタープライス（ニコニコ生放送）[8]
- 飯田友子・髙野麻美のまるっと360度（ニコニコ生放送）[9]
- 伊達朱里紗・本泉莉奈のMIXボイスガレッジ（ニコニコ生放送）[9]
- 中島ヨシキのザックリエイト（ニコニコ生放送）[9]
- ぱかラジッ!～ウマ娘広報部～（HiBiKi Radio Station、ニコニコ動画）[9]
- 大橋彩香のAny Beat!（文化放送、超!A&G+）[9]

 かつて担当した主な番組 
2006年
- スタカタケン（USEN）※構成協力[10]

2007年
- ラジオdeアイマSHOW!（アニメイトTV）※構成協力[10]

2008年
- アイドルマスター Radio For You!（アニメイトTV）[10]
- みなみけのみなきけ（アニメイトTV）[4]

2009年
- アイドルマスター P.S.プロデューサー（アニメイトTV）[10]
- アスラクライン カミラジオ!（アニメイトTV）[10]
- みなきけおかえり（アニメイトTV）[10]
- ラGオファンタジー～寺島拓篤の宣伝会議（アニメイトTV、ガンガンモバイル）[10]

2010年
- 生徒会役員共が全部わかるラジオ、略して全ラ（アニメイトTV）[11]
- 迷い猫 聴いてごラン!（アニメイトTV、HiBiKi Radio Station、音泉）[10]

2011年
- テラGオファンタジー（アニメイトTV、ガンガンモバイル）[10]
- 変ラボ（アニメイトTV）[11]
- ラジオdeアイマSTAR☆（アニメイトTV）[10]

2012年
- アニメ生徒会役員共が全部わかるラジオMaxPower、略して全ラ!まっぱ!!（アニメイトTV）[11]
- ガールズ落語ラジオ じょしらじ（アニメイトTV）[10]
- Starry☆Sky～星月学園新聞部～（アニメイトTV）[10]
- 萌えCanちぇんじ!ラジオらぼ（アニメイトTV）[10]

2013年
- みなみけのみなきけ ただいま（アニメイトTV）[10]
- ファンタジスタトーク（音泉、HiBiKi Radio Station）[10]
- ぷちます!増刊号（YouTube）[10]

2014年
- アニメ生徒会役員共＊が全部わかるラジオSuper Positive Nippon、略して全ラ!すっぽんぽん!!（アニメイトTV）[11]
- ラジオdeアイマCHU!!（アニメイトTV）[10]
- Ｍ3～ソノ黒キラジオ～（音泉）[10]
- のんのんびよりうぇぶらじおのんのんだより！なのん（音泉、ランティスウェブラジオ）[10]

2016年
- アイマスタジオ（HiBiKi Radio Station）[10]
- のんのんびよりうぇぶらじお のんのんだより りぴーと!なのん（音泉、ランティスウェブラジオ）[10]
- クオリディア・コード南関東三都市防衛機構放送部（HiBiKi Radio Station）[10]
- ヤング ハート・ジャック（TVアニメ『ヤング ブラック・ジャック』公式サイト）[10]

2017年
- 劇場版 生徒会役員共が全部わかるラジオMovie promotion danger sign略して全ラ!もろだし!![11]
- 松嵜麗の青春カムバック!（マンガPark）[12]
- 四×五×六×七（TVアニメ『私がモテてどうすんだ』公式サイト）[13]

### その他
- 企画厨房（USTREAM）※出演[14]
- シンデレラガールズ小劇場[9]